# Atletica leggera maschile ai Giochi della XXVI Olimpiade
Ai Giochi della XXVI Olimpiade di Atlanta 1996 sono stati assegnati 24 titoli nell'atletica leggera maschile.

## Calendario
| Gare         |          |            |              |   |                         |                         |                   |                   |          |    |    |
| 100 m        | 100 m    |            | 400 m ost.   |   | 400 m ost.              | 400 m ost.              | Staffetta 4x100 m | Staffetta 4x100 m |          | 24 |    |
| 400 m        | 400 m    | 400 m      | 400 m        |   | 200 m                   | 200 m                   | Staffetta 4x400 m | Staffetta 4x400 m |          | 24 |    |
|              |          | 800 m      | 800 m        |   | 800 m                   |                         |                   |                   |          | 24 |    |
|              |          |            | 1500 m       |   | 1500 m                  |                         |                   | 1500 m            |          | 24 |    |
|              |          |            | 3000 m siepi |   | 3000 m siepi            |                         | 3000 m siepi      |                   |          | 24 |    |
| 10.000 m     |          |            | 10.000 m     |   | 5000 m                  | 5000 m                  |                   | 5000 m            |          | 24 |    |
| Marcia 20 km |          |            |              |   |                         |                         | Marcia 50 km      |                   | Maratona | 24 |    |
| Alto         |          | Alto       |              |   | Asta                    |                         | Asta              |                   |          | 24 |    |
| Triplo       | Triplo   | Lungo      | Lungo        |   |                         |                         |                   |                   |          | 24 |    |
| Peso         | Martello | Martello   | Disco        |   | Disco                   |                         | Giavellotto       | Giavellotto       |          | 24 |    |
|              |          | 110 m ost. | 110 m ost.   |   | Decathlon (1ª giornata) | Decathlon (2ª giornata) |                   |                   |          | 24 |    |
|              |          |            |              |   |                         |                         |                   |                   |          |    |    |
| Titoli       | 2        | 2          | 2            | 4 | -                       | 2                       | 3                 | 3                 | 5        | 1  | 24 |

|  | Qualificazioni |  | Finali |

La struttura del programma è ormai la stessa dal 1984: le gare iniziano il venerdì e terminano la domenica della settimana seguente (in pratica terminano il sabato con le staffette poiché la domenica si disputa solo la Maratona). Vi è un giorno di riposo: il martedì.
Le cronache riportano la richiesta giunta all'IAAF da parte di Michael Johnson, che chiede di modificare il calendario per permettergli di disputare sia i 200 che i 400 metri. Il campione del mondo viene accontentato: i 200 metri sono posticipati di due giorni e concentrati in due giornate (contro le tre di Barcellona 1992), mentre i 400 metri vengono arretrati di un giorno.

Come a Barcellona, gli 800 e i 1500 metri sono sovrapposti, scoraggiando il loro abbinamento; inoltre il calendario impedisce l'accoppiata 1500-5000.
Altre decisioni:
- I 5000 metri tornano a disputarsi su tre turni (Barcellona 1992 è stata un'eccezione).

Nel complesso, nella prima parte del programma vengono assegnati 10 titoli, contro i 14 della seconda parte.

## Nuovi record
I due record mondiali sono, per definizione, anche record olimpici.
| Nuovo record mondiale in       | 2 specialità: | 100 m e 200 m                                            |
| Nuovo record olimpico in altre | 8 specialità: | 400 m, 800 m, 10000 m, 110 h, Alto, Asta, Triplo e Disco |

## Risultati delle gare
| Specialità | Oro                                                                              | Risultato | Argento                                                                                     | Risultato | Bronzo                                                                                              | Risultato | Dettagli            |
| --- | -------------------------------------------------------------------------------- | --------- | ------------------------------------------------------------------------------------------- | --------- | --------------------------------------------------------------------------------------------------- | --------- | ------------------- |
| 100 m | Donovan Bailey                                                                   | 9"84      | Frank Fredericks                                                                            | 9"89      | Ato Boldon                                                                                          | 9"90      | Classifica completa |
| 200 m | Michael Johnson                                                                  | 19"32     | Frank Fredericks                                                                            | 19"68     | Ato Boldon                                                                                          | 19"80     | Classifica completa |
| 400 m | Michael Johnson                                                                  | 43"49     | Roger Black                                                                                 | 44"41     | Davis Kamoga                                                                                        | 44"53     | Classifica completa |
| 800 m | Vebjørn Rodal                                                                    | 1'42"58   | Hezekiél Sepeng                                                                             | 1'42"74   | Fred Onyancha                                                                                       | 1'42"79   | Classifica completa |
| 1.500 m | Noureddine Morceli                                                               | 3'35"78   | Fermín Cacho                                                                                | 3'36"40   | Stephen Kipkorir                                                                                    | 3'36"72   | Classifica completa |
| 5.000 m | Vénuste Niyongabo                                                                | 13'07"96  | Paul Bitok                                                                                  | 13'08"16  | Khalid Boulami                                                                                      | 13'08"37  | Classifica completa |
| 10.000 m | Haile Gebrselassie                                                               | 27'07"34  | Paul Tergat                                                                                 | 27'08"17  | Salah Hissou                                                                                        | 27'24"67  | Classifica completa |
| 3.000 m siepi | Joseph Keter                                                                     | 8'07"12   | Moses Kiptanui                                                                              | 8'08"33   | Alessandro Lambruschini                                                                             | 8'11"28   | Classifica completa |
| 110 m ostacoli | Allen Johnson                                                                    | 12"95     | Mark Crear                                                                                  | 13"09     | Florian Schwarthoff                                                                                 | 13"17     | Classifica completa |
| 400 m ostacoli | Derrick Adkins                                                                   | 47"54     | Samuel Matete                                                                               | 47"78     | Calvin Davis                                                                                        | 47"96     | Classifica completa |
| Maratona | Josia Thugwane                                                                   | 2h12'36"  | Lee Bong-ju                                                                                 | 2h12'39"  | Erick Wainaina                                                                                      | 2h12'44"  | Classifica completa |
| Marcia 20 km | Jefferson Pérez                                                                  | 1h20'07"  | Il'ja Markov                                                                                | 1h20'16"  | Bernardo Segura                                                                                     | 1h20'23"  | Classifica completa |
| Marcia 50 km | Robert Korzeniowski                                                              | 3h43'30"  | Michail Ščennikov                                                                           | 3h43'46"  | Valentí Massana                                                                                     | 3h44'19"  | Classifica completa |
| Salto in alto | Charles Austin                                                                   | 2,39 m    | Artur Partyka                                                                               | 2,37 m    | Steve Smith                                                                                         | 2,35 m    | Classifica completa |
| Salto con l'asta | Jean Galfione                                                                    | 5,92 m    | Igor' Trandenkov                                                                            | 5,92 m    | Andrei Tivontchik                                                                                   | 5,92 m    | Classifica completa |
| Salto in lungo | Carl Lewis                                                                       | 8,50 m    | James Beckford                                                                              | 8,29 m    | Joe Greene                                                                                          | 8,24 m    | Classifica completa |
| Salto triplo | Kenny Harrison                                                                   | 18,09 m   | Jonathan Edwards                                                                            | 17,88 m   | Yoelbi Quesada                                                                                      | 17,44 m   | Classifica completa |
| Getto del peso | Randy Barnes                                                                     | 21,62 m   | John Godina                                                                                 | 20,79 m   | Oleksandr Bahač                                                                                     | 20,75 m   | Classifica completa |
| Lancio del disco | Lars Riedel                                                                      | 69,40 m   | Uladzimir Dubroŭščyk                                                                        | 66,60 m   | Vasil' Kapcjuch                                                                                     | 65,80 m   | Classifica completa |
| Lancio del martello | Balázs Kiss                                                                      | 81,24 m   | Lance Deal                                                                                  | 81,12 m   | Oleksandr Krykun                                                                                    | 80,02 m   | Classifica completa |
| Lancio del giavellotto | Jan Železný                                                                      | 88,16 m   | Steve Backley                                                                               | 87,44 m   | Seppo Räty                                                                                          | 86,98 m   | Classifica completa |
| Decathlon | Dan O'Brien                                                                      | 8.824 p.  | Frank Busemann                                                                              | 8.706 p.  | Tomáš Dvořák                                                                                        | 8.664 p.  | Classifica completa |
| Staffetta 4×100 m | Canada Robert Esmie Glenroy Gilbert Bruny Surin Donovan Bailey Carlton Chambers  | 37"69     | Stati Uniti Jon Drummond Tim Harden Michael Marsh Dennis Mitchell Tim Montgomery            | 38"05     | Brasile Arnaldo da Silva Robson da Silva Édson Ribeiro André da Silva                               | 38"41     | Classifica completa |
| Staffetta 4×400 m | Stati Uniti LaMont Smith Alvin Harrison Derek Mills Anthuan Maybank Jason Rouser | 2'55"99   | Regno Unito Iwan Thomas Jamie Baulch Mark Richardson Roger Black Mark Hylton Du'aine Ladejo | 2'56"60   | Giamaica Michael McDonald Gregory Haughton Roxbert Martin Davian Clarke Dennis Blake Garth Robinson | 2'59"42   | Classifica completa |
| record mondiale; record olimpico; record mondiale stagionale; record africano; record asiatico; record europeo; record nord-centroamericano e caraibico; record sudamericano; record oceaniano; record nazionale; record personale; record personale stagionale. |                                                                                  |           |                                                                                             |           | |           |                     |

Statistiche
Dei 22 olimpionici vincitori delle gare individuali di Barcellona, solo cinque hanno lasciato l'attività agonistica. In più Quincy Watts (400 metri) non si è qualificato ai Trials; il campione del lancio del martello Abduvalijev è assente e il vincitore degli 800 si presenta sui 1500 metri. Dei rimanenti quattordici campioni olimpici, solo due riescono a confermarsi: Carl Lewis e Jan Železný. Lewis consegue la quarta vittoria nel Salto in lungo, eguagliando un record storico (l'unico che c'era già riuscito fu Al Oerter nel lancio del disco dal 1956 al 1968).

Sono cinque i primatisti mondiali che vincono la loro gara ad Atlanta, nelle seguenti specialità: 200 metri, 1500 metri, 10.000 metri, Giavellotto e Decathlon .

Nel 1995 si sono tenuti a Göteborg i Campionati mondiali di atletica leggera. Dei 21 campioni di gare individuali (Michael Johnson trionfò su 200 e 400 metri) diciotto si presentano ad Atlanta per tentare l'abbinamento con l'oro olimpico. In nove riescono nell'impresa: Bailey (100 m), lo stesso Johnson sia sui 200 che sui 400 metri, Morceli (1500 m), Gebreselassie (10.000), Allen Johnson (110 hs), Adkins (400 hs), Riedel (Lancio del Disco), Zelezny (Giavellotto) e O'Brien (Decathlon). Il tasso tecnico dei risultati di Atlanta è migliore rispetto a Göteborg in tutte le gare. Fanno eccezione solo i 400 e i 1500 metri.

Due atleti, Javier Sotomayor (Salto in alto) e Jan Zelezny (Giavellotto) sono gli unici che si presentano nella veste di campione in carica e di primatista mondiale. Il secondo conquista per la seconda volta il titolo. Zelezny è anche l'unico atleta presente ad Atlanta come olimpionico, campione del mondo e primatista mondiale.
Sono riusciti a qualificarsi tre atleti di categoria Junior. Francis Obikwelu (200 metri) e Assefa Mezegebu (5000 metri) raggiungono le semifinali.